# Šiba
Šiba – wieś (obec) na Słowacji, w kraju preszowskim w powiecie Bardejów. Pierwsze wzmianki o miejscowości pochodzą z roku 1427.
Według danych z dnia 31 grudnia 2009 wieś zamieszkiwało 566 osób, w tym 298 kobiet i 268 mężczyzn.
W 2001 roku względem narodowości i przynależności etnicznej 98,47% populacji stanowili Słowacy. 98,58% populacji wyznawało rzymskokatolicyzm, a 1,42% grekokatolicyzm.